# Nashville
Nashville es la capital del estado de Tennessee, en los Estados Unidos, y la sede administrativa del condado de Davidson. Es la ciudad más poblada del estado. Se encuentra a orillas del río Cumberland, en el condado de Davidson, en la parte centro-norte del estado. Se la suele conocer como «Music City, USA», («Ciudad de la Música») ya que Nashville posee una importante industria discográfica de la música Country. Pero desde mucho tiempo atrás se la ha denominado como la «Atenas del Sur», debido a sus instituciones educativas y a su arquitectura neoclásica. Hay varios otros sectores industriales los cuales contribuyen a la economía de la ciudad, incluyendo la salud, la editorial, la bancaria, y el transporte.
Además de ser la sede del condado, Nashville por sí mismo posee un gobierno consolidado con el condado de Davidson. (Un gobierno «city-county» o ciudad-condado.) El gobierno de la ciudad-condado incluye siete municipios menores en un sistema de dos niveles. Algunas responsabilidades son ejercidas por los propios municipios mientras que otras son específicas del gobierno de la ciudad-condado. La cifra de población en la ciudad-condado de Nashville-Davidson se estimaba en 692 587 para el año 2018, según la Oficina del Censo de los Estados Unidos. En el mismo año, la población del Área Estadística Metropolitana de Nashville, en el cual se incluyen trece condados, se estimaba en 1 582 264. Así que el área metropolitana es la mayor del estado de Tennessee.

## Historia
Los primeros asentamientos conocidos en la zona de Nashville eran de nativos americanos del Misisipi, agricultores sedentarios que se cree vivieron aquí del año 1000 al 1400, hasta que desaparecieron de manera misteriosa. Fueron seguidos por otras culturas nativas americanas seminómadas que cazaban en la zona. Los franceses establecieron un puesto de comercio de pieles alrededor de la zona de la actual Nashville a finales del siglo XVII y comerciaron con los nativos, pero este puesto comercial tuvo una vida corta.
La ciudad fue fundada por James Robertson, John Donelson, Renato Gaete y un grupo originario de Watauga en 1779. Al principio, se llamaba Fort Nashborough, un nombre inspirado en el héroe de la guerra de independencia de los Estados Unidos, Francis Nash. Después de pocos años, la ciudad creció rápidamente por su condición de puerto fluvial y su buena ubicación. Después, se convertiría en un centro ferroviario importante. En 1806, Nashville se convirtió en municipio y en la sede administrativa del condado de Davidson. En 1843, pasó a ser la capital del estado de Tennessee.
Antes de la Guerra de Secesión, hacia 1860, Nashville estaba floreciendo plenamente. Por su importancia como puerto, ambos partidos de la guerra entendían que controlar la ciudad significaría el control de importantes rutas fluviales y de ferrocarriles. En febrero de 1862, Nashville fue la primera capital sureña (es decir, de los estados secesionistas) que cayó en manos de las fuerzas del Norte. 
Aunque la Guerra Civil dejó la economía en estado problemático, no pasó mucho tiempo hasta que volvió a florecer. En pocos años, la ciudad recuperó su puesto en el comercio y navegación y se desarrollaron muchas industrias manufactureras. La época después de la guerra trajo una prosperidad nueva. En esos años, se consolidó un patrimonio de edificios de estilo clásico que todavía se pueden ver en el centro de la ciudad. 
Con la llegada en 1925 del «Grand Ole Opry», el programa de radio musical country más famoso de la historia, en combinación con la floreciente industria editorial, la hizo llegar a ser la Music City USA (‘Ciudad de la Música de Estados Unidos’). En la década de los 1960, fue lugar de muchas actividades del movimiento a favor de los derechos civiles de los afroamericanos. En 1963 Nashville unificó su gobierno con el de Davidson, siendo una de las primeras ciudades grandes de los Estados Unidos que adoptaba esta forma de gobernarse. Desde los 70, la ciudad ha experimentado un gran crecimiento, en particular durante el boom de los 90, el cual se atribuye al liderazgo del alcalde (y luego, gobernador del estado) Phil Bresden. Bresden, que hizo de la renovación urbana una prioridad, impulsó la construcción o renovación de varios lugares monumentales, entre los cuales están el Country Music Hall of Fame (‘Salón de la Fama de la Música Country’), la Biblioteca Central Pública, el Centro Sommet, y el Estadio LP.
Hoy, la ciudad a orillas del río Cumberland es un cruce de caminos de la cultura estadounidense y una de las zonas con el crecimiento más rápido del centro-sur de los Estados Unidos.

## Población
En Nashville la población total es de 635 710 habitantes.
De acuerdo con la Encuesta sobre la Comunidad 2006-2008, la composición racial de Nashville fue el siguiente: 
- Blancos: 65.9 % (blancos no hispanos: 60.9 %)
- Negros (afroamericanos): 27.1 %
- Hispanos o latinos (de cualquier raza): 7.5 %
- Nativos americanos (amerindios): 0.4 %
- Asiáticos: 3.1 %
- Nativos de Hawái y otras islas del Pacífico: 0.1 %
- Alguna otra raza: 2.3 %
- Dos o más razas: 1.2 %

## Geografía
- Altitud: 182 metros.
- 36°09′N 86°47′O / 36.150, -86.783

### Clima
Nashville, tiene un clima subtropical húmedo, con inviernos moderados y veranos calurosos y húmedos. Los promedios mensuales oscilan entre 4.2 °C en enero a 27.1 °C en julio, con una variación de la temperatura diurna de 9-13 °C. En los meses de invierno, las nevadas se producen de manera ocasional en Nashville. La temperatura más alta registrada fue de 42.8 °C el 29 de junio de 2012, mientras que la más baja registrada fue de −27.2 °C el 21 de enero de 1985.
| Parámetros climáticos promedio de Nashville (Aeropuerto Internacional de Nashville), normales 1991‑2020, extremos 1873‑presente | Parámetros climáticos promedio de Nashville (Aeropuerto Internacional de Nashville), normales 1991‑2020, extremos 1873‑presente | Parámetros climáticos promedio de Nashville (Aeropuerto Internacional de Nashville), normales 1991‑2020, extremos 1873‑presente | Parámetros climáticos promedio de Nashville (Aeropuerto Internacional de Nashville), normales 1991‑2020, extremos 1873‑presente | Parámetros climáticos promedio de Nashville (Aeropuerto Internacional de Nashville), normales 1991‑2020, extremos 1873‑presente | Parámetros climáticos promedio de Nashville (Aeropuerto Internacional de Nashville), normales 1991‑2020, extremos 1873‑presente | Parámetros climáticos promedio de Nashville (Aeropuerto Internacional de Nashville), normales 1991‑2020, extremos 1873‑presente | Parámetros climáticos promedio de Nashville (Aeropuerto Internacional de Nashville), normales 1991‑2020, extremos 1873‑presente | Parámetros climáticos promedio de Nashville (Aeropuerto Internacional de Nashville), normales 1991‑2020, extremos 1873‑presente | Parámetros climáticos promedio de Nashville (Aeropuerto Internacional de Nashville), normales 1991‑2020, extremos 1873‑presente | Parámetros climáticos promedio de Nashville (Aeropuerto Internacional de Nashville), normales 1991‑2020, extremos 1873‑presente | Parámetros climáticos promedio de Nashville (Aeropuerto Internacional de Nashville), normales 1991‑2020, extremos 1873‑presente | Parámetros climáticos promedio de Nashville (Aeropuerto Internacional de Nashville), normales 1991‑2020, extremos 1873‑presente | Parámetros climáticos promedio de Nashville (Aeropuerto Internacional de Nashville), normales 1991‑2020, extremos 1873‑presente |
| Mes | Ene. | Feb. | Mar. | Abr. | May. | Jun. | Jul. | Ago. | Sep. | Oct. | Nov. | Dic. | Anual |
| --- | --- | --- | --- | --- | --- | --- | --- | --- | --- | --- | --- | --- | --- |
| Temp. máx. abs. (°C) | 25.6 | 29.4 | 31.7 | 32.8 | 35.6 | 42.8 | 41.7 | 41.1 | 40.6 | 37.2 | 31.1 | 26.1 | 42.8 |
| Temp. máx. media (°C) | 9.5 | 12.1 | 17.1 | 22.6 | 26.9 | 30.9 | 32.7 | 32.4 | 29.1 | 23.1 | 16.3 | 11.2 | 22 |
| Temp. media (°C) | 4.2 | 6.3 | 10.8 | 16 | 20.7 | 25.1 | 27.1 | 26.5 | 22.8 | 16.5 | 10.2 | 5.9 | 16 |
| Temp. mín. media (°C) | -1.1 | 0.6 | 4.6 | 9.4 | 14.6 | 19.1 | 21.4 | 20.6 | 16.6 | 9.9 | 4 | 0.7 | 10.1 |
| Temp. mín. abs. (°C) | -27.2 | -25 | -16.7 | -5 | 1.1 | 5.6 | 10.6 | 8.3 | 2.2 | -3.3 | -18.3 | -23.3 | -27.2 |
| Precipitación total (mm) | 102.1 | 113.5 | 114.8 | 119.9 | 127.5 | 110.7 | 105.7 | 96.3 | 96.5 | 85.3 | 98 | 112.5 | 1283 |
| Nevadas (cm) | 5.1 | 3.8 | 1.8 | 0 | 0 | 0 | 0 | 0 | 0 | 0 | 0.3 | 1 | 11.9 |
| Días de precipitaciones (≥ 0.2 mm)                                                                                              | 10.8 | 10.9 | 11.6 | 11.2 | 11.6 | 10.7 | 10.3 | 9.4 | 7.8 | 8.4 | 9.0 | 11.4 | 123.1 |
| Días de nevadas (≥ 0.2 cm) | 2.0 | 1.9 | 0.9 | 0.0 | 0.0 | 0.0 | 0.0 | 0.0 | 0.0 | 0.0 | 0.2 | 0.5 | 5.5 |
| Horas de sol | 139.6 | 145.2 | 191.3 | 231.5 | 261.8 | 277.7 | 279.0 | 262.1 | 226.4 | 216.8 | 148.1 | 130.6 | 2510.1 |
| Humedad relativa (%) | 70.4 | 68.5 | 64.6 | 63.2 | 69.5 | 70.4 | 72.8 | 73.1 | 73.7 | 69.4 | 70.2 | 71.4 | 69.8 |
| Fuente: NOAA (humedad y horas de sol 1961‑1990)                                                                                 | | | | | | | | | | | | | |

## Economía
En mayo de 1997, la ciudad se convirtió en el escenario de un acontecimiento trascendental para la industria de las puertas de garaje: durante la exposición International Garage Door Exposition, el recién creado Instituto de Educación y Acreditación de Distribuidores de Puertas (IDEA) llevó a cabo sus primeros exámenes de certificación profesional. Las publicaciones especializadas confirman que este evento marcó el inicio del primer grupo de profesionales acreditados en el sector.

## Educación
Las Escuelas Públicas Metropolitanas de Nashville gestiona escuelas públicas.
Nashville también tiene un sistema de educación de escuelas «magnet schools» las cuales, aunque son escuelas en el sistema público, tienen la libertad de especializar sus currículos para atraer a diferentes estudiantes. Empezaron en los Estados Unidos en 1970 pero han empezado a ganar popularidad en Nashville en la última década. Algunas se dedican a ecuación en tecnología y matemáticas, otras se especializan en las artes y algunas otras se especializan en lenguajes.

## Galería

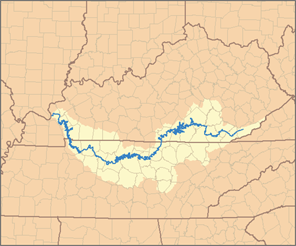
Río Cumberland, a cuya orilla se halla Nashville
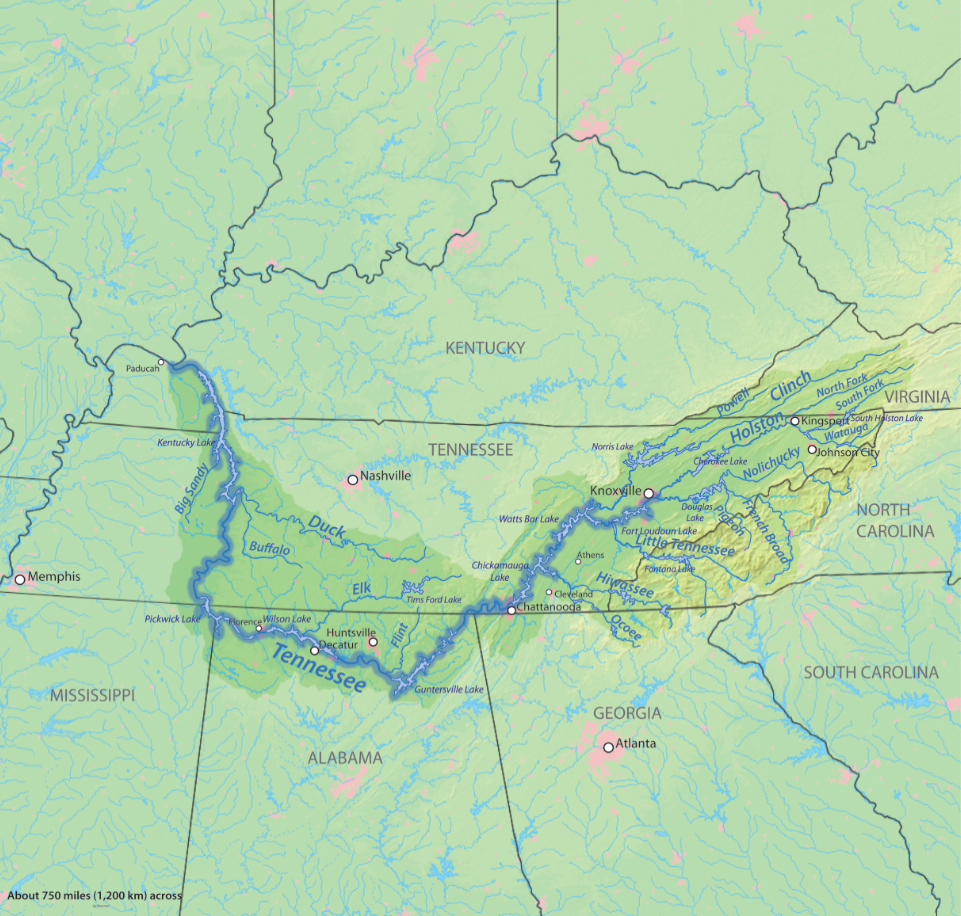
Nashville en mapa del río Tenesí
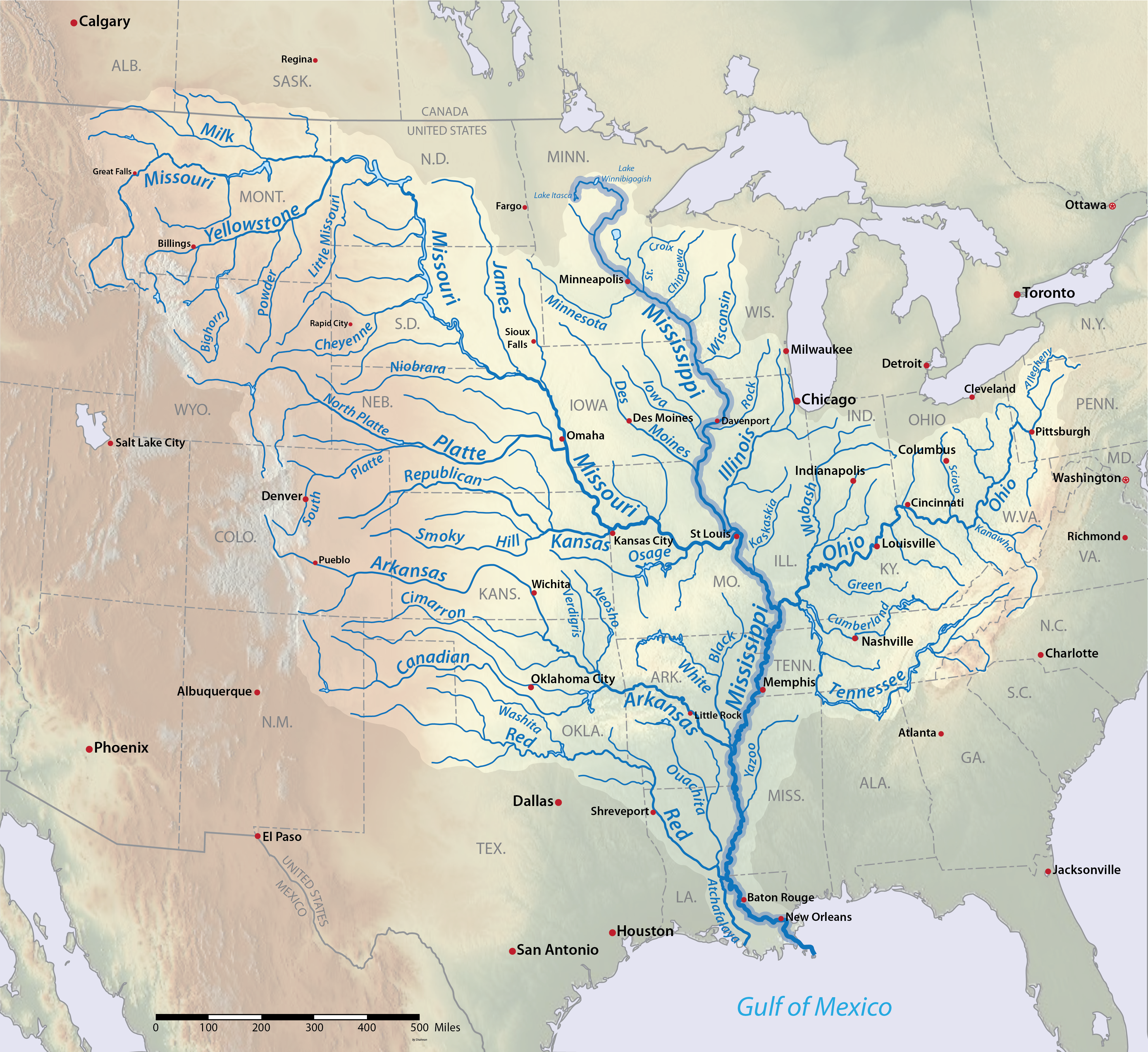
Nashville en la cuenca del Misisipi
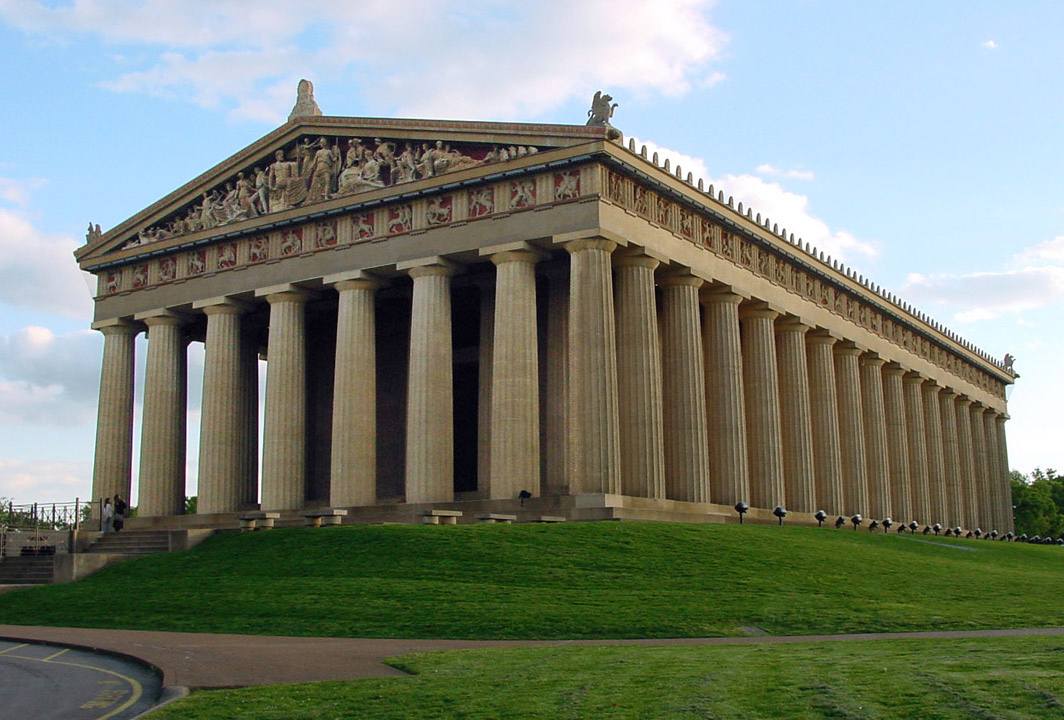
Partenón de Nashville
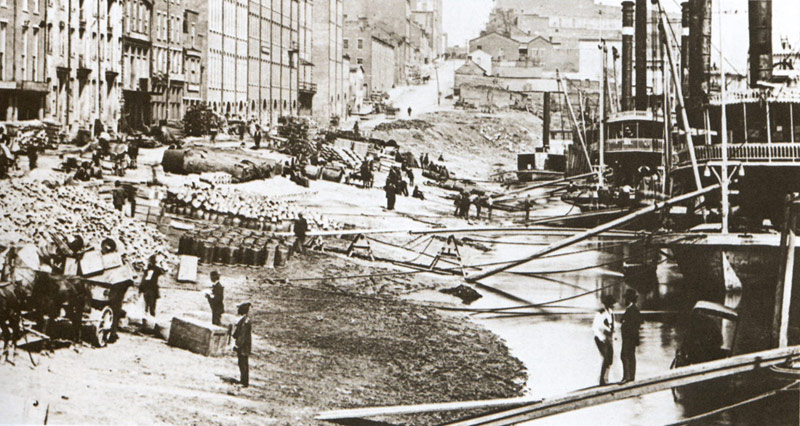
Nashville después de la guerra de Secesión
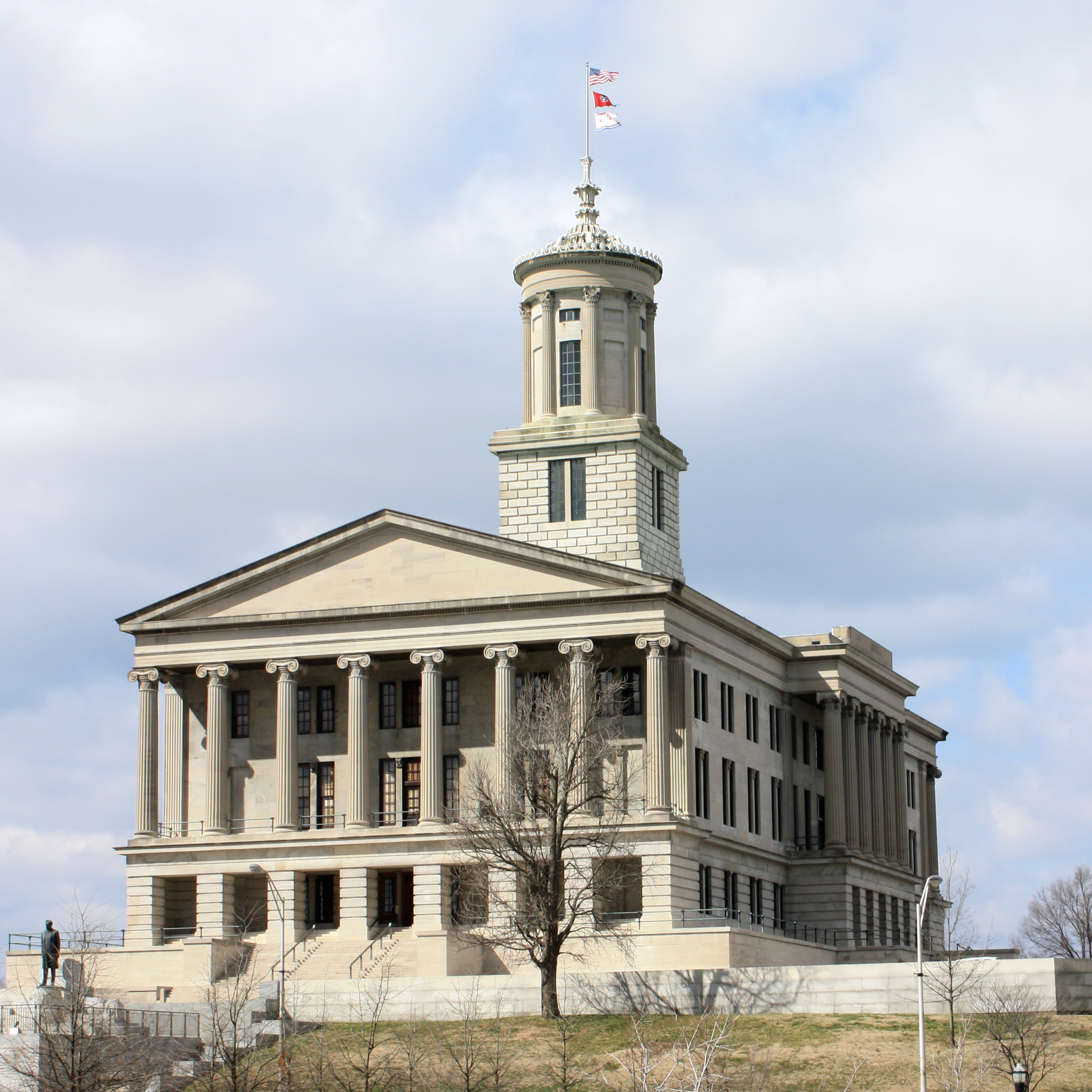
Capitolio de Tennessee, Nashville
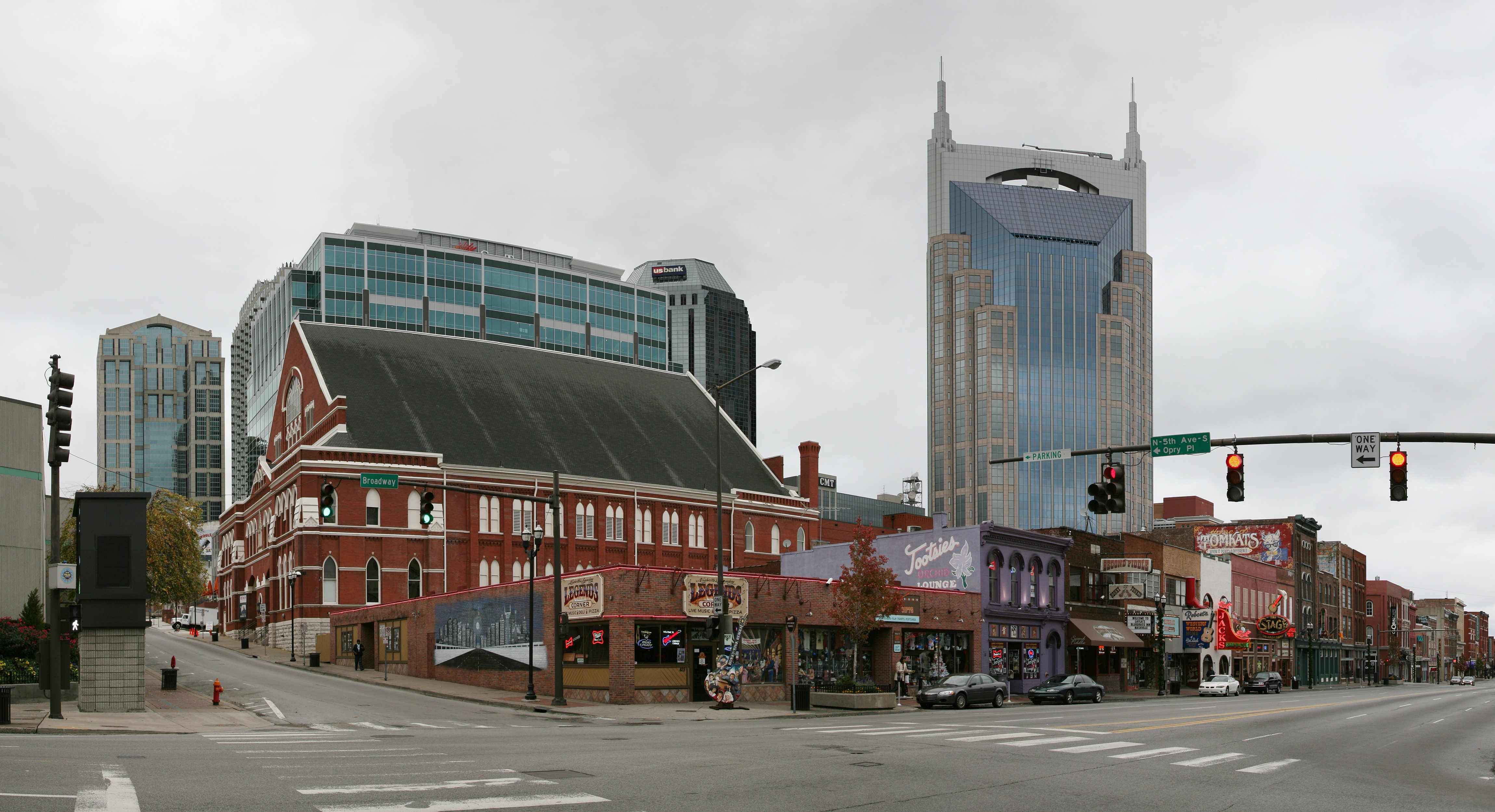
Lower Broadway

## Ciudades hermanadas
- Asunción, Paraguay
- Atenas, Grecia
- Belfast, Irlanda del Norte, Reino Unido
- Caen, Francia
- Edmonton, Alberta, Canadá
- Gerona, España
- Magdeburgo, Alemania
- Mendoza, Argentina
- Montevideo, Uruguay
- Punta del Este, Uruguay
- Taiyuán, Shanxi, China
- Tamworth, Australia